# Kraftwerk Aberthaw
Das Kraftwerk Aberthaw ist ein ehemaliges Kohlekraftwerk im Vale of Glamorgan, Wales, Vereinigtes Königreich. Die Stadt Barry liegt ungefähr 5 km östlich des Kraftwerks. Die installierte Leistung des Kraftwerks betrug 1555 MW.
Das Kraftwerk ist im Besitz von RWE und wurde auch von RWE betrieben. Die britische Regierung gab 2018 bekannt, dass die letzten acht Kohlekraftwerke im Vereinigten Königreich, die sich derzeit noch in Betrieb befinden, bis 2025 stillgelegt werden sollen. Das Kraftwerk wurde am 31. März 2020 stillgelegt.

## Kraftwerksblöcke
Das Kraftwerk bestand aus drei Blöcken, die 1971 in Betrieb gingen. Die folgende Tabelle gibt einen Überblick:
| Block | Max. Leistung (MW) | Betriebsbeginn | Turbine | Generator | Dampfkessel    | Status      |
| ----- | ------------------ | -------------- | ------- | --------- | -------------- | ----------- |
| 1     | 500                | 1971           | AEI     | AEI       | Foster Wheeler | Stillgelegt |
| 2     | 500                | 1971           | AEI     | AEI       | Foster Wheeler | Stillgelegt |
| 3     | 500                | 1971           | AEI     | AEI       | Foster Wheeler | Stillgelegt |